# Georg Ulmer
Georg Ulmer (Hamburg, 5 maart 1877 - aldaar, 15 januari 1963) was een Duits entomoloog gespecialiseerd in het onderzoek naar de Trichoptera (schietmotten) en de Ephemeroptera (eendagsvliegen).
In 1899 rondde hij zijn opleiding af als onderwijzer, en tot 1934 werkte hij in een Hamburgse school als onderwijzer. In 1912 ontving hij een doctor honoris causa graad van de Universiteit van Bazel omwille van zijn baanbrekend werk in de beschrijving van de schietmotten. In 1952 werd hij erelid van de Royal Entomological Society.
Hij bestudeerde zowel Duitse soorten als door anderen verzamelde soorten wereldwijd. Van 1900 tot zijn overlijden in 1963 was hij de auteur van 175 wetenschappelijke publicaties.  Hij doneerde in 1964 zijn collectie insecten aan het Zoologisches Museum Hamburg van de Universiteit Hamburg.
Hij is gekend als de beschrijver van 381 nog levende en 129 fossiele soorten Trichoptera, evenals van 111 soorten Ephemeroptera. Hij wordt ook als de taxonomische autoriteit erkend van de schietmottenfamilies Oligoneuriidae (1914), Ecdyonuridae (1920) en Siphlonuridae (1920). De Leptophlebiidae geslachten Ulmeritoides, Ulmeritus en Ulmerophlebia eren hem met hun naam.
- Gemeinsame Normdatei: 120256665
- International Standard Name Identifier: 0000 0001 0865 9801
- Nationale Bibliotheek van Tsjechië: jcu2010593716
- Nederlandse Thesaurus van Auteursnamen: 07512212X
- Système universitaire de documentation: 137926375
- Virtual International Authority File: 5757649
- WorldCat: E39PBJbH3tc9J6fpQGb4HCBMfq